# Nyköpings Golfklubb
Nyköpings Golfklubb är en golfklubb bildad 1951 i Nyköping, Södermanland. Klubben ligger mellan Nyköping och Oxelösund längs Nävekvarnsvägen och är en 36-hålsanläggning. 18 hål stod klara 1976 och den 1 juli 2005 invigdes 18 nya hål.
- Västra banan är en blandning av parkbana och öppen landskapsbana.
- Östra banan är en blandning av parkbana och hål av skogskaraktär.

På banorna spelas spelas årligen omkring 17 000 rundor och av dessa spelas mer än 6 000 av gästspelare.
Anläggningen har en drivingrange med 20 utslagsplatser, puttinggreen, övningsbunkrar och två pitchgreener. Det finns även en korthålsbana som tidigare var pay and play, men som numera är gratis att spela på.
I klubbhuset finns restaurang och omklädningsrum med dusch och bastu, plats för husvagnar.

## Historik
Nyköpings golfklubb bildades 1951 och blev då den 38:e golfklubben i Sverige. Golfbanan, som då hade nio hål, låg inne i centrala Nyköping vid Ekensbergsområdet.
1976 stod nuvarande Ärila-banan med 18 hål klar, med Nils Sköld som banarkitekt. Klubben bytte samtidigt namn till Ärila GK efter gårdsnamnet. Området ägs numera av golfklubben.
År 2001 beslutade klubben att bygga ut anläggningen med ytterligare 18 hål. Dessa ritades av Sune Linde, som hade varit engagerad i klubben redan på 1960-talet. Arbetet startades 2002 och 2005 invigdes två nya banor, den "Östra" och den "Västra", som båda hade karaktären av "mästerskapsbanor".
Namnet Nyköpings Golfklubb återtogs efter ett beslut på årsmötet 2004.